# Abdul Ilah al-Chatib

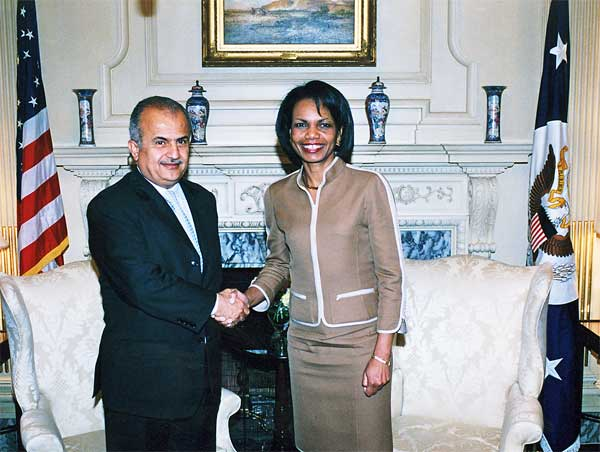
Abdelilah Al Khatib und Condoleezza Rice (Mai 2006)

Abdul Ilah al-Chatib (arabisch عبد الإله الخطيب Abdulilah al-Chatib, DMG ʿAbdu l-Ilāh al-Ḫaṭīb, auch al-Khatib; * 1953) ist ein ehemaliger Minister für auswärtige Angelegenheiten von Jordanien.
Al-Chatib machte einen Master in International Economics an der Johns Hopkins School of Advanced International Studies, einen Master in International Communications an der American University in Washington DC und einen Bachelor-Abschluss in Politikwissenschaften an der School of Political Science in Athen, Griechenland.
1995 wurde al-Chatib Minister für Tourismus und Altertümer. Im folgenden Jahr legte er sein Amt nieder, um Geschäftsführer der Jordan Cement Factories Company zu werden; diesen Posten behielt er bis 1998, danach wurde er zum Außenminister ernannt und blieb vier Jahre lang in dieser Position.
Während des Bürgerkriegs in Libyen 2011 wurde er von UN-Generalsekretär Ban Ki-moon zum Sondergesandten für Libyen berufen. Al-Chatib sollte eine Mission zur Erkundung der Menschenrechtssituation in dem von Gefechten zwischen Regime-Gegnern und Gaddafi-Anhängern gezeichneten Land anführen. Im Juli 2011 schlug er einen Präsidialrat vor, um zu einem Waffenstillstand zu kommen. Dieser Präsidialrat hätte mit zwei Vertretern aus dem Osten und zwei aus dem Westen des damals zweigeteilten Landes besetzt werden sollen. Der Inhaber des fünften Sitzes hätte von den vier anderen gewählt werden sollen. Al-Chatibs Vorschlag wurde vom Nationalen Übergangsrat zurückgewiesen.
Er ist verheiratet und Vater von drei Kindern.

## Auszeichnungen
- 2001: Großes Goldenes Ehrenzeichen am Bande für Verdienste um die Republik Österreich[4]